# Gabriel-Colman-Umlagerung
Die Gabriel-Colman-Umlagerung ist eine Namensreaktion aus der organischen Chemie. Die Umlagerungsreaktion wurde 1900 von Siegmund Gabriel und James Colman entdeckt und nach diesen benannt.
Bei der Gabriel-Colman-Umlagerung wird ein Ester des Phthalimids oder Saccharins mithilfe eines Alkoholats zu einem substituierten Isochinolin umgelagert. Bei der Funktionellen Gruppe X kann es sich dementsprechend entweder um eine Carbonyl- oder Sulfonylgruppe handeln.

## Reaktionsmechanismus
Erster Reaktionsschritt ist die nukleophile Addition einer starken Base (z. B. ein Methanolat) an einem der Carbonylkohlenstoffatome des Phthalsäure-Derivats 1. Durch Ringöffnung entsteht das Anion 2, welches schnell zum Carbanion 3 umlagert. Voraussetzung hierfür ist ein enolisierbarer Wasserstoff am angrenzenden Kohlenstoffatom. Durch Cyclisierung des Carbanions und anschließende Eliminierung des Methanolats entsteht das Produkt 4.
Beim dargestellten Isochinolin-Derivat 4 liegen Tautomere vor: